# Communauté de communes Pays de Nexon-Monts de Châlus
La communauté de communes Pays de Nexon-Monts de Châlus est une communauté de communes française, située dans le département de la Haute-Vienne, en région Nouvelle-Aquitaine. 

## Historique
Dans le cadre des dispositions de la loi portant nouvelle organisation territoriale de la République du 7 août 2015, qui prévoit que les établissements publics de coopération intercommunale (EPCI) à fiscalité propre doivent avoir un minimum de 15 000 habitants, seuil abaissé à 5 000 habitants notamment lorsque leur densité est inférieure à 31 habitants/km², les élus des deux communautés de communes du pays de Nexon et Monts de Châlus ont fait part de leur souhait de se regrouper, et le  schéma départemental de coopération intercommunale (SDCI) approuvé par le préfet le 30 mars 2016 a prescrit leur fusion.
La communauté de communes Pays de Nexon-Monts de Châlus  est ainsi issue de la fusion au 1er janvier 2017 de ces deux intercommunalités,.

## Territoire communautaire

### Géographie

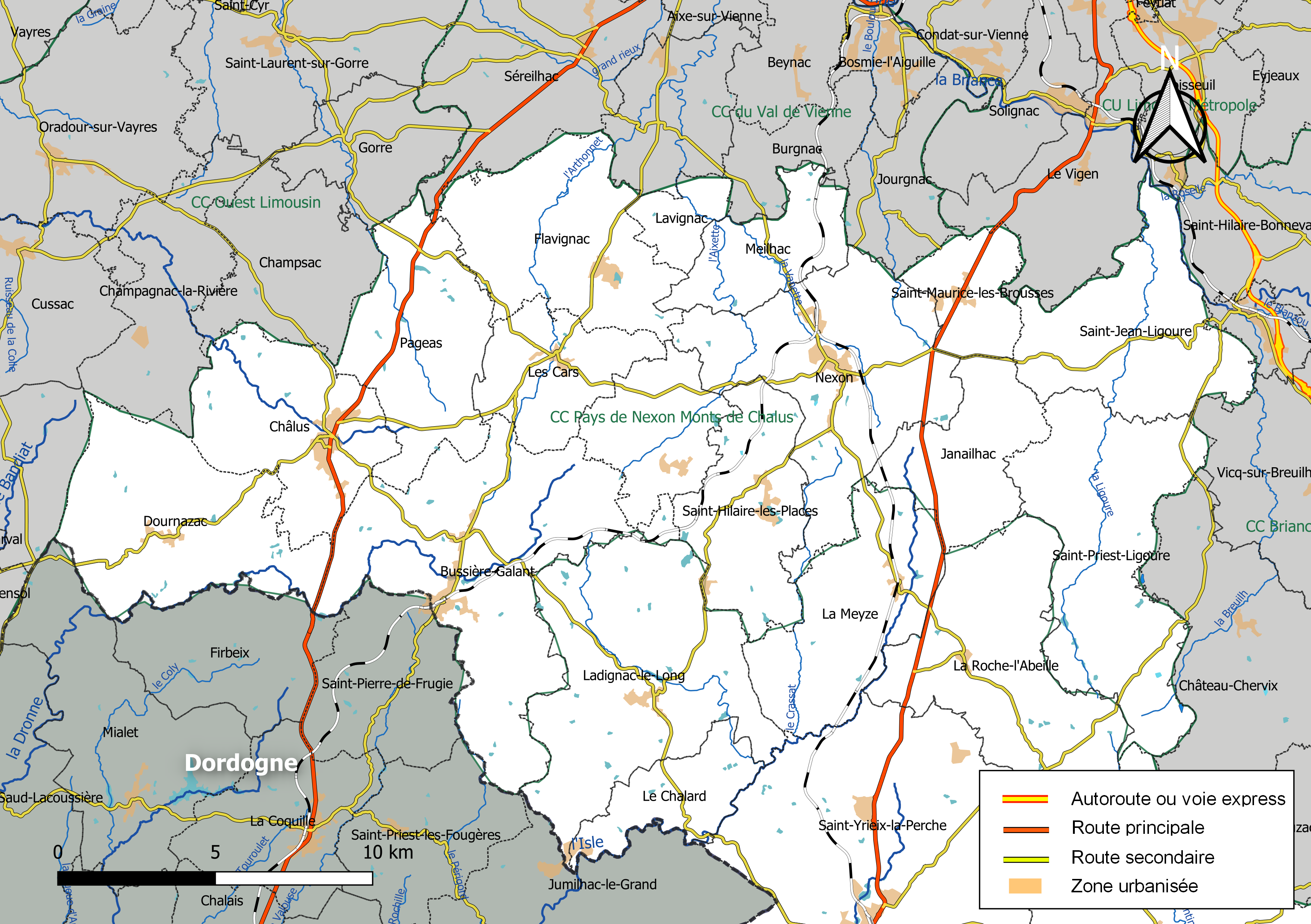
Carte de la communauté de communes Pays de Nexon Monts de Chalus au 1er janvier 2019.

Située au sud  du département de la Haute-Vienne, limitrophe du département de la Dordogne (au sud-ouest) et proche du département de la Corrèze (au sud-est), la communauté de communes Pays de Nexon Monts de Chalus regroupe 15 communes et présente une superficie de 395,2 km2,.
Elle est proche des pôles majeurs d'emplois et de services que sont l'agglomération de Limoges et les villes d'Aixe-sur-Vienne et Saint-Yrieix-la-Perche et est desservie notamment par les RN 21 (Limoges – Périgueux) et RD 704 (Limoges – St-Yrieix-la-Perche), tout en étant aisméent accessible par l'autoroute A20. Son  territoire, traversé par les lignes  du réseau TER Nouvelle-Aquitaine Limoges – Périgueux et Limoges-Brive, dispose des gares de Nexon, la plus fréquentée du sud du département, Lafarge et Bussière-Galant. Cinq lignes d'autocars desservent le territoire, mais, organisées en étoile à partir de Limoges, elles ne permettent pas d’assurer les liaisons transversales au sein du territoire.
Neuf de ses communes font partie du parc naturel régional Périgord-Limousin, dont Nexon est une des villes-portes.

### Composition
En 2023, la communauté de communes est composée des 15 communes suivantes :

| Nom                        | Code Insee | Gentilé           | Superficie (km2) | Population (dernière pop. légale) | Densité (hab./km2) |
| -------------------------- | ---------- | ----------------- | ---------------- | --------------------------------- | ------------------ |
| Nexon (siège)              | 87106      | Nexonnais         | 40,79            | 2 542 (2022)                      | 62                 |
| Bussière-Galant            | 87027      | Bussiérois        | 53,86            | 1 284 (2022)                      | 24                 |
| Les Cars                   | 87029      |                   | 16,72            | 618 (2022)                        | 37                 |
| Châlus                     | 87032      | Châlusiens        | 27,98            | 1 671 (2022)                      | 60                 |
| Dournazac                  | 87060      | Dournazacois      | 35,97            | 669 (2022)                        | 19                 |
| Flavignac                  | 87066      | Flavignacois      | 30,79            | 1 060 (2022)                      | 34                 |
| Janailhac                  | 87077      | Janailhacois      | 18,73            | 525 (2022)                        | 28                 |
| Lavignac                   | 87084      |                   | 6,04             | 162 (2022)                        | 27                 |
| Meilhac                    | 87094      | Meilhacois        | 14,84            | 526 (2022)                        | 35                 |
| Pageas                     | 87112      | Pageaciens        | 27,76            | 639 (2022)                        | 23                 |
| Rilhac-Lastours            | 87124      |                   | 16,32            | 381 (2022)                        | 23                 |
| Saint-Hilaire-les-Places   | 87150      | Placeauds         | 23,06            | 830 (2022)                        | 36                 |
| Saint-Jean-Ligoure         | 87151      |                   | 30,3             | 489 (2022)                        | 16                 |
| Saint-Maurice-les-Brousses | 87169      | Saints-Mauriciens | 10,87            | 1 041 (2022)                      | 96                 |
| Saint-Priest-Ligoure       | 87176      |                   | 41,13            | 696 (2022)                        | 17                 |

### Démographie
| 1968   | 1975   | 1982   | 1990   | 1999   | 2010   | 2015   | 2021   |
| ------ | ------ | ------ | ------ | ------ | ------ | ------ | ------ |
| 13 061 | 13 033 | 12 544 | 11 789 | 11 783 | 12 813 | 13 164 | 13 032 |

## Organisation

### Siège
La communauté de communes a son siège en mairie de Nexon
Elle dispose de deux sites d'accueil, à Nexon (6, place de l’Église) et à Châlus (28 avenue François Mitterrand).

### Élus
La communauté de communes est administrée par son conseil communautaire, composé pour le mandat 2020-2026 de 35  conseillers municipaux représentant chacune des  communes membres et répartis de la manière suivante en  fonction de leur population : 

- 6 délégués pour Nexon ;

- 4 délégués pour Châlus ;

- 3 délégués pour Bussière-Galant ;

- 2 délégués pour Les Cars, Dournazac, Flavignac, Janailhac, Meilhac, Pageas, Saint-Hilaire-les-Places, Saint-Jean-Ligoure, Saint-Maurice-les-Brousse et Saint-Priest-Ligoure ;

- 1 délégué ou son suppléant pour Lavignac et Rilhac-Lastours.

Au terme des élections municipales de 2020 dans la Haute-Vienne, le conseil communautaire renouvelé à réélu le 9 juillet 2020 son président, Stéphane Delautrette, maire des Cars. Celui-ci ayant été élu député et,  frappé par la législation limitant le cumul des mandats en France,  a démissionné de ses mandats exécutifs locaux. Le conseil communautaire a élu en juillet 2022  son nouveau président Emmanuel Dexet, maire de Bussière-Galante, et désigné ses 10 vice-présidents, qui sont, : 
1. Fabrice Gerville-Reache, maire de Nexon ;
2. Hervé Brousse, maire-adjoint de Châlus ;
3. Georges Dargentolle, maire de Saint-Maurice-les-Brousses ;
4. Christian Desroche, maire de Flavignac ;
5. Jacques Barry, maire de Rilhac-Lastours ;
6. Roland Garniche, maire-ajoint de Pageas ;
7. Alain Caillot, maire-adjoint de Dournazac ;
8. Jean-Marie Massy, maire de Meilhac ;
9. Jean-Louis Goudier, maire-adjoint de Janailhac ;
10. Loïc Gayot, élu des Cars.

Le bureau communautaire de la fin de la mandature 2020-2026 est constitué du président, des 10 vice présidents et de 4 autres membres, de manière que chaque commune y soit représentée par un membre.

### Liste des présidents
| Période       | Période                    | Identité              | Étiquette | Qualité |
| ------------- | -------------------------- | --------------------- | --------- | --- |
| 2017          | 2022                       | Stéphane Delautrette, | PS        | Ingénieur à l’Ademe Maire des Cars (2006 → 2022) Conseiller départemental (2015 → 2022) Vice-président du conseil départemental de la Haute-Vienne (2017 → 2022) Vice-président PNR Périgord Limousin (2021 → 2022) Président de l'Association des Maires de Haute-Vienne (2020 → 2022) Député de la Haute-Vienne (2e circ.) (2022 → ) Démissionnaire à la suite de son élection comme député |
| juillet 2022, | En cours (au 5 avril 2023) | Emmanuel Dexet        | PS        | Maire de Bussière-Galant (2014 → ) |

### Compétences
L'intercommunalité exerce les compétences qui lui ont été transférées par les communes membres, dans les conditions déterminées par le code général des collectivités territoriales. Il s'agit de : 
- Aménagement de l’espace (plan local d’urbanisme intercommunal PLUi) ;
- Développement économique (zones d’activités économiques, soutien aux activités, promotion du tourisme, par un office du tourisme) ;
- Collecte des ordures ménagères ;
- Accueil des gens du voyage
- Gestion des milieux aquatiques et prévention des inondations (GEMAPI)
- Protection et mise en valeur de l’environnement ;
- Voirie reconnue d’intérêt communautaire ;
- Politique du logement et du cadre de vie ;
- Équipements culturels et sportifs d’intérêt reconnus communautaire (médiathèques et espace récréatif)
- Action sociale (par un un centre intercommunal d’action sociale CIAS)
- Maisons de services au public (France services)
- Aménagement et entretien d’espaces touristiques d’intérêt communautaire (Jardin de l’An Mil à nos jours à Rilhac-Lastours, site de Puycheny à St-Hilaire-les-Places...)
- Soutien aux événements culturels d’intérêt communautaire
- Soutien à la jeunesse et à l’éducation populaire (Association d’Animation et de Jeunesse du Pays de Nexon), au Sirque et aux actions organisées autour du travail de la terre sur le site de Puycheny à Saint-Hilaire-les-Places
- Service public d’assainissement non collectif (SPANC)
- Agences Postales Intercommunales
- Aménagement numérique du territoire

### Régime fiscal et budget
La communauté de communes est un établissement public de coopération intercommunale à fiscalité propre.
Afin de financer l'exercice de ses compétences, l'intercommunalité perçoit la fiscalité professionnelle unique (FPU) – qui a succédé à la taxe professionnelle unique (TPU) – et assure une péréquation de ressources entre les communes résidentielles et celles dotées de zones d'activité. Elle perçoit également une bonification de la dotation globale de fonctionnement  (DGF).
Elle ne reverse pas de dotation de solidarité communautaire (DSC) à ses communes membres.

## Projets et réalisations
Conformément aux dispositions légales, une communauté d'agglomération a pour objet d'associer « au sein d'un espace de solidarité, en vue d'élaborer et conduire ensemble un projet commun de développement urbain et d'aménagement de leur territoire ».

### Transports
En septembre 2018, la communauté de communes du Pays de Nexon-Monts de Châlus s'est dotée d'un véhicule électrique en autopartage. Disponible au sein de la commune de Nexon, ce véhicule est réservable par le grand public depuis une plateforme dédiée. Le service, opéré par l'entreprise Clem', permet d'apporter une solution de mobilité innovante et peu chère à la population[réf. nécessaire].  

## Pour approfondir